# Gonçalo Vasconcelos e Sousa
Gonçalo Pinto de Mesquita da Silveira de Vasconcelos e Sousa (Porto, Foz do Douro, 29 de Janeiro de 1970) é um historiador da arte e professor universitário, especialista em História da Prataria e da Joalharia em Portugal, Doutor e Agregado em História da Arte pela Faculdade de Letras da Universidade do Porto.
Professor Catedrático da Escola das Artes da Universidade Católica Portuguesa, é coordenador científico da licenciatura em Arte – Conservação e Restauro e do doutoramento em Estudos do Património desta instituição, onde foi também Presidente do Conselho Científico e do Conselho Pedagógico, tendo dirigido ainda o Departamento de Arte e Restauro, o CITAR (Centro de Investigação em Ciência e Tecnologia das Artes), o Centro de Conservação e Restauro e a Revista de Artes Decorativas. Desde a sua criação, é director do Centro Interpretativo da Ourivesaria do Norte de Portugal. 
É professor visitante na Universidade de São José (Macau), Académico Correspondente da Academia Portuguesa da História e da Academia Nacional de Belas-Artes, bem como correspondente estrangeiro da Academia Brasileira de Arte, sócio efectivo do Instituto Histórico e Geográfico de São Paulo, sócio do Instituto Geográfico e Histórico da Bahia e membro honorário da PIN – Associação Portuguesa de Joalharia Contemporânea.
Provedor da Venerável Ordem Terceira de São Francisco do Porto desde 2016, onde exerceu ainda as funções de Vice-Provedor, Secretário e Mesário com a Mordomia da Cultura. É o Presidente da Mesa da Assembleia Geral da Ordem de Malta em Portugal no âmbito da qual dirigiu a revista Filermo durante vários números. Presidiu igualmente ao Conselho Director do Círculo Dr. José de Figueiredo/Amigos do Museu Nacional de Soares dos Reis e no âmbito desta instituição cultural dirige a revista Museu.
Recebeu o Prémio Fundação Calouste Gulbenkian de História Regional e Local, da Academia Portuguesa da História (ex aequo, 2005).
Foi eleito por unanimidade, em 2021, Presidente da Direção Federação de Amigos dos Museus de Portugal.
Foi nomeado Comissário da Candidatura de Viana do Castelo a Capital Europeia da Cultura 2027.

## Livros publicados
- Subsídios para o levantamento do Património Construído de Almendra. Porto: Câmara Municipal de Vila Nova de Foz Côa, 1993
- A arte de Luiz Ferreira. Porto: Lello Editores, 1996.
- Pratas portuguesas em colecções particulares: séc. XV ao séc. XX. Porto: Livraria Civilização Editora, 1998. ISBN 9789722614948
- Metodologia da investigação, redacção e apresentação de trabalhos científicos. Porto: Livraria Civilização Editora, 1998. ISBN 9789722615594
- Ourivesaria e Paramentaria da Misericórdia do Porto. Porto: Santa Casa da Misericórdia do Porto, 1998 (coordenação).
- A joalharia em Portugal: 1750-1825. Porto: Livraria Civilização Editora, 1999. ISBN 9789722616720
- Pratas em colecções do Douro. Porto: Bienal da Prata de Lamego; Lello Editores, 2001.
- Artes da Mesa em Portugal: do século XVIII ao século XXI. 2.ª ed. Porto: Livraria Civilização, 2005. ISBN 9789722623926
- Manuel Alcino: Tradição e modernidade na Ourivesaria Portuguesa. Porto:Manuel Alcino & Filhos, 2003. Bilingue: português e inglês.
- A ourivesaria da prata em Portugal e os mestres portuenses: História e sociabilidade (1750-1810). Porto: Ed. do Autor, 2004.
- Dicionário de ourives e lavrantes de prata do Porto: 1750-1825. Porto: Livraria Civilização Editora, 2005. ISBN 9789722621540
- História do Club Portuense (1857-2007). Porto: Club Portuense, 2008.
- A joalharia no Porto ao tempo dos Almada. Porto: CITAR, 2008.
- Arte e sociabilidade no Porto Romântico. Porto: CITAR, 2009.
- Os bichos de Luiz Ferreira: No centenário do seu nascimento (1909-2009). Porto: Luiz Ferreira & Filhos, 2009.
- Espaço, arte e memória: O cemitério da Santa Casa da Misericórdia do Porto. Porto: Santa Casa da Misericórdia do Porto, 2010.
- Percursos da joalharia em Portugal: Séculos XVIII a XX. Porto: CITAR, 2010.
- Colecção de jóias do Museu dos Biscainhos. Porto: UCE-Porto; CIONP; CITAR, 2011.
- O livro de desenhos de jóias de José António Mourão (1792-1856), da Rua das Flores, no Porto. Porto: UCE-Porto; CIONP; CITAR, 2011.
- Tesouros privados: a joalharia na região do Porto (1865-1879). Porto: UCE-Porto; CIONP; CITAR, 2012. 2 vols.
- Dicionário dos ourives do ouro, cravadores e lapidários do Porto e Gondomar (1700-1850). Porto: UCE-Porto; CIONP; CITAR, 2012. 2 vols.
- Arte e devoção: a ourivesaria nas colecções da Misericórdia do Porto. Porto: Santa Casa da Misericórdia do Porto, 2013.
- Fontes para as Artes Decorativas nos Açores I-VII. Porto: UCE-Porto; CITAR, 2013-2018 (coordenação da colecção).
- Documentos à mesa, em Portugal e no mundo: sécs. XIX-XXI. Ponta Delgada: Biblioteca Pública e Arquivo Regional de Ponta Delgada, 2019.
- Ephemera da mesa: menus e outros documentos em Portugal e na Europa (1850-2016). Gaia: Câmara Municipal de Gaia, 2019.
- A luz que mais brilha: custódias de prata da cidade do Porto. Porto: SCMP, 2019 (coordenação).
- Estuques e Estucadores de Viana do Castelo: entre o passado e o futuro. Viana do Castelo: Município Viana do Castelo, 2021 (coordenação).